# Zee.One
Zee.One ist ein deutschsprachiger Privatsender, der vom 28. Juli 2016 bis zum 31. Mai 2020 in Deutschland, Österreich und der Schweiz frei empfangbar sendete. Er gehörte zur Zee Entertainment Enterprises Limited (ZEEL) und somit zur indischen Essel Group.
Zee.One war der größte Launch von ZEEL im Jahr 2016. Das Sendeprogramm bestand aus Bollywood-Produktionen. Sein Claim lautete „Zee Serien mal anders“. Nachdem sich der Sender nicht auf dem deutschsprachigen Markt etablieren konnte, wurde für Ende Mai 2020 die Schließung des Senders beschlossen. Der Marktanteil stagnierte seit Jahren zwischen 0,1 % und 0,2 % und blieb damit weit hinter den Erwartungen zurück. Zuletzt war der Marktanteil mit 0,0 % nicht mehr messbar. Der Sender stellte daraufhin am 1. Juni 2020 um kurz nach Mitternacht den Betrieb ein.
Am 13. September 2023 nahm der Sender den Sendebetrieb auf Samsung TV Plus wieder auf.

## Programm
Das Programm war auf Deutsch zu sehen.
Das Programm umfasste alle Genres und bestand aus sechs verschiedenen Arten von Sendungen:
- Bollywood-Filme: Es wurden jeden Tag drei Filme in Erstausstrahlung gezeigt. In der Praxis stimmte dies jedoch nicht, da es auch Tage gab, die keine Neuerscheinung im Sendeplan hatten. Die Mutterfirma ZEEL besitzt nach eigenen Angaben die größte Hindi-Filmbibliothek der Welt mit mehr als 3.500 Produktionen und 210.000 Stunden Programm. Die Filme wurden außerdem durch Kürzungen dem deutschen Markt angepasst. So sollten die überarbeiteten Fassungen den Sehgewohnheiten des deutschen TV-Publikums entsprechen.[7]
- Bollywood-Musikvideos: Da die meisten Bollywood-Produktionen Musicals sind, enthält ein Film mehrere Lieder, die auch gesondert veröffentlicht werden können. Aufgrund der großen Filmbibliothek hatte der Sender Zugriff auf Tausende von Musikvideos. Die Musikvideos wurden über den Tag verteilt im Stil von bekannten Musiksendern unter dem Namen „Bollywood Music“ im Originalton mit Untertiteln ausgestrahlt. Außerdem wurden im Rahmen der von Yvonne Monyer moderierten Sendung „Bolly.Music Show“ Musikvideos gezeigt, die Zuschauer zum Zeitpunkt der Sendung per Telefon anfragten.
- Bollywood-Serien: Es wurden Fernsehproduktionen der indischen Schwestersender, zum Beispiel Zee TV, auf Deutsch gezeigt, beispielsweise die zwei Serien, mit denen der Sender startete: „Buddha“ handelt von dem Leben von Siddhartha Gautama und „Jodha Akbar“ ist ein Historiendrama über Jodhaa Bai und Jalaluddin Muhammad Akbar.[8] Zudem wurde seit Januar 2017 eine weitere Serie namens „Tashan-e-Ishq – Junge Herzen“ gesendet.[9] Seit dem 12. Juni wurde die indische Krimiserie „Agent Raghav - Einsatz in Mumbai“ ausgestrahlt. Weitere Serien waren zudem „Badho - Bahu - Schwer verliebt“, „Jamai Raja“, „Der König und seine unsterbliche Liebe“ sowie „Tere Bin“.[10] Außerdem waren auch deutsche Eigenproduktionen geplant.[11]
- Fernsehshows: Es sollten in Deutschland produzierte Fernsehshows gesendet werden.[12] Ab Januar 2017 wurde mit „Namaste Yoga“ eine halbstündige Sendung mit Yoga-Übungen gesendet.
- Dokumentarfilme: Es sollten in Deutschland produzierte Dokumentarfilme gesendet werden.
- Magazinsendungen: Schon seit 2016 wurde die in Indien bekannte Sendung „Look Who's talking with Niranjan“ gesendet, die von Niranjan Iyengar moderiert wird. Die 2017 gestartete englischsprachige und in Indien produzierte Talkshow „Starry Nights“ mit Komal Nahta wurde im selben Jahr auf Deutsch übersetzt unter dem Namen „Stars hautnah“ ausgestrahlt. Außerdem sollten in Deutschland produzierte Kulturmagazine gesendet werden. Geplant war ein von der indischstämmigen Nandini Mitra moderiertes Format, das im Januar 2017 starten sollte. Der ursprüngliche Name „Bollywood Blizz“ wurde aufgrund namensrechtlicher Probleme verworfen. Eine Ausstrahlung des Formats blieb jedoch aus.[13]

Die Lieder inklusive Tanzeinlagen wurden teilweise aus den Filmen herausgeschnitten. Dies hat unter Liebhabern des Bollywood-Films für Verärgerung gesorgt und führte zu Protesten auf Facebook. Unter anderem deshalb wurden Tage und Programm-Slots, in denen die Filme in der Originallänge ausgestrahlt wurden, geplant.
Zur Vermarktung wurde das Programm außerdem in sieben verschiedene „Labels“ eingeteilt:
- Bolly.Love: Donnerstags um 20:15 Uhr (Primetime) wurden romantische Komödien („Rom-Coms“) gezeigt.
- Bolly.Power: Freitags um 20:15 Uhr (Primetime) wurden ausgezeichnete Kinohits („Blockbuster“) gezeigt.
- Bolly.Star: Samstags um 19:30 Uhr wurden Filme mit den beliebtesten Bollywood-Schauspielern gezeigt.
- Bolly.Action: Freitags und samstags nach 22:00 Uhr wurden Actionfilme gezeigt.
- Bolly.Family: Samstags und sonntags am Vorabend wurden Familienfilme gezeigt.
- Bolly.Serie: Montags bis sonntags tagsüber wurden Serien gezeigt.
- Bolly.Musik: Montags bis sonntags nachmittags wurden Musikvideos und Bollywood-Tanzszenen gezeigt.

## Logos

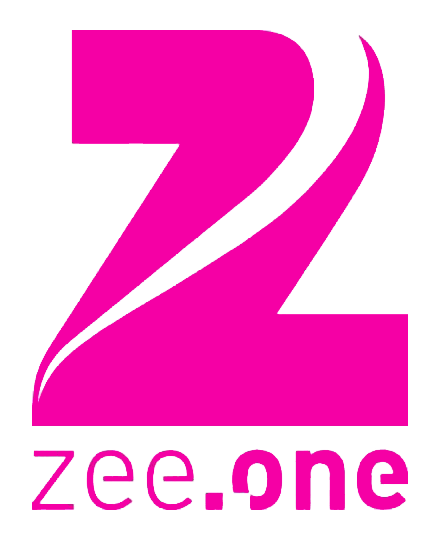
Logo des Senders vom 28. Juli 2016 bis 16. Oktober 2017. Das „Z“ war eine andersfarbige Kopie des Logos des Mutterkanals Zee TV
Logo des Senders vom 16. Oktober 2017 bis zur Einstellung am 31. Mai 2020
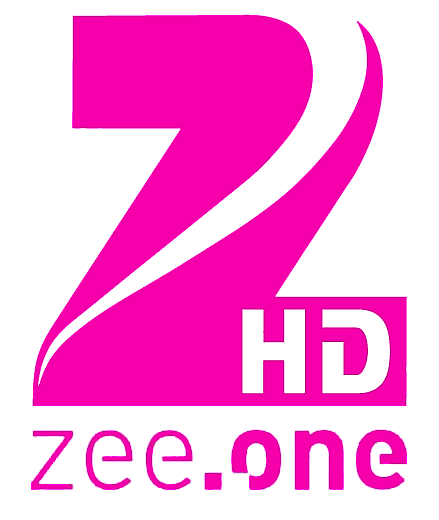
Ehemaliges Logo von Zee.One HD
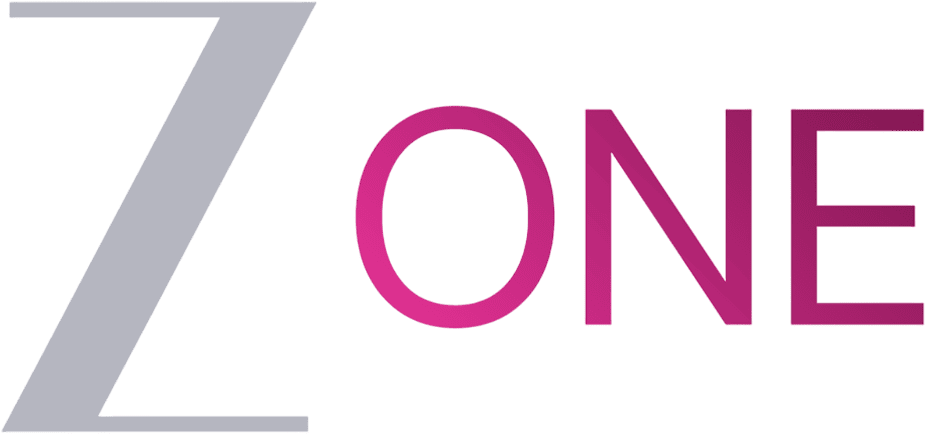
Logo des Senders seit 2025

Am 16. Oktober 2017 wurde das Logo von Zee One vom ikonischen Z zu einem vereinfachten Kreis mit dem Sendernamen geändert. Diese Änderung folgt dem internationalen Rebranding der Zee-TV-Kette.

## Vermarktung

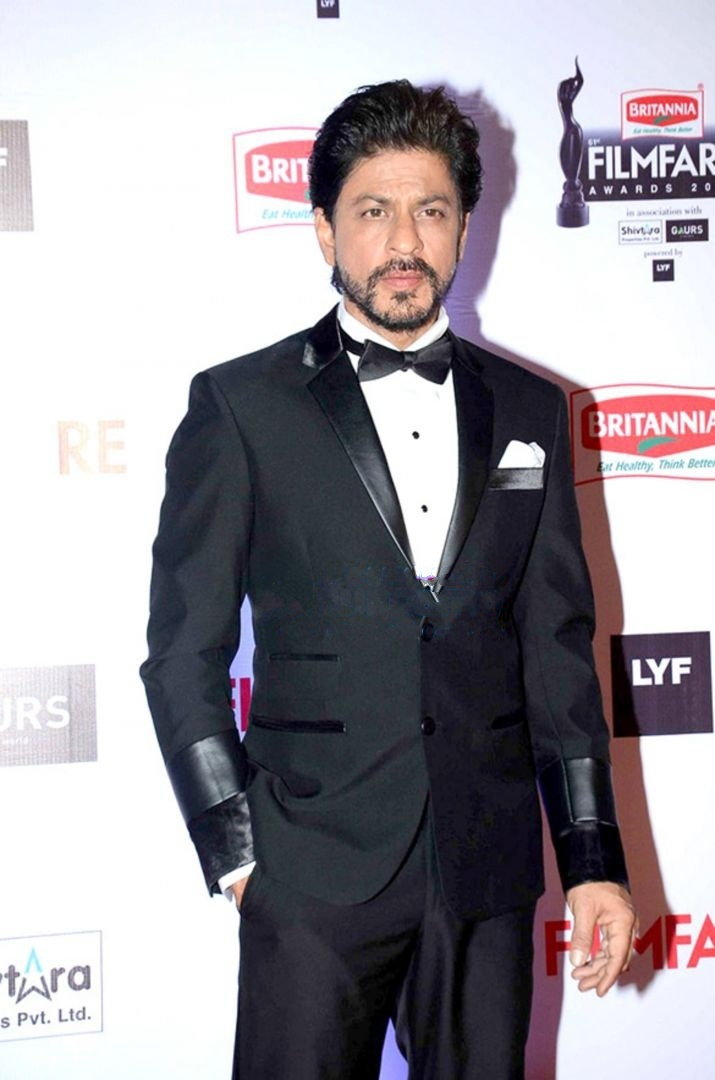
Shah Rukh Khan, der Markenbotschafter von Zee.One

Bollywood-Filme wurden schon zuvor im deutschen Fernsehen (VOX, RTL II) und in deutschen Kinos (Rapid Eye Movies) gezeigt. Neben den in Deutschland lebenden Indern sind sie auch bei nichtindischen Frauen beliebt. Auch Zee.One fokussierte nach eigenen Angaben hauptsächlich „Frauen im Alter von 14 bis 59 Jahren“. Diese Zielgruppe habe eine hohe Markenaffinität und Kaufkraft.
Die auf dem Sender laufende Werbung sollte auf ebendiese Zielgruppe abgestimmt sein und aus dem Bereich „Mode und Shopping“ stammen. Auch die Markenfarbe orientierte sich an dem Zielpublikum. Die „Labels“ Bolly.Power, Bolly.Star und Bolly.Action zielten außerdem auch auf Männer im Alter von 14 bis 59 Jahren. Beim „Label“ Bolly.Family wurden sogar „Erwachsene ab 12 Jahren“ zur Zielgruppe gezählt.
Da es in Indien unüblich ist, werbefinanzierte Sender selbst zu vermarkten, mangelte es den Betreibern an Erfahrung in diesem Bereich. Aus diesem Grund wurde das exklusive TV-Vermarktungsmandat für Zee.One an Sky Media weitergegeben. Sky Media war auch für die Vermarktung des On-Demand-Angebotes des Senders zuständig. Ende 2018 wechselte Zee.One von Sky zu Visoon. Neben klassischer Fernsehwerbung stellte Zee.One seinen Kunden verschiedene Formen von Sponsorings zur Verfügung. Zudem wurden in der Sendestrecke zwischen 6 Uhr und 8:45 Uhr Infomercials mit inhaltlichem Bezug zum Sender präsentiert.
Um ein Markensignal zu setzen, gab der Sender am 14. Juli 2016 bekannt, dass Shah Rukh Khan als Markenbotschafter (Brand ambassador) verpflichtet wurde. Er gilt als einer der bekanntesten Bollywood-Schauspieler weltweit und ist dem deutschen Publikum schon durch zahlreiche Fernsehausstrahlungen und Kinovorführungen seiner Filme bekannt.
Zur Steigerung der eigenen Bekanntheit sponserte Zee.One im Jahr des Sendestarts das 13. Indische Filmfestival Stuttgart.

## Empfang
Der Sendebeginn wurde auf den 28. Juli terminiert, da am 10. Juli die Fußball-Europameisterschaft 2016 endete und es bis dahin schwierig gewesen sei, Marktanteile zu gewinnen. Um hohe Marktanteile zu erreichen, wurde außerdem entschieden, dass der Sender im frei empfangbaren Fernsehen (Free-TV) zu sehen sein würde. Der Betreiber rechnete auf diese Weise mit einer technischen Verbreitung von mindestens 80 % aller TV-Haushalte am ersten Tag.
Um eine flächendeckende Verfügbarkeit zu gewährleisten, wurde ein langfristiger Vertrag mit SES Platform Services geschlossen, der die Satellitenausstrahlung über Astra (19,2° Ost) und technische Dienstleistungen wie Encoding, Multiplexing und Uplink beinhaltete. Somit hat der Sender 18 Millionen Haushalte in Deutschland und 2,5 Millionen Haushalte in Österreich und der Schweiz erreicht. Der Sender wurde über Astra 1KR in etwas unter SD-Qualität (544x576i) aufgeschaltet.
Außerdem wurde der Sender über Kabel und IPTV verbreitet. Für den freien Empfang über das Internet waren entsprechende Livestreams verfügbar.
| Anbieter                              | Informationen                                                                           | Verbreitungsweg  |
| ------------------------------------- | --------------------------------------------------------------------------------------- | ---------------- |
| Astra 1                               | 19,2° Ost (Frequenz 10920,75 MHz horizontal, Transponder 1063, SR 22000, FEC 7/8, QSPK) | Satellit (DVB-S) |
| Unitymedia                            | EPG-Position 285 bei Original-Settopboxen der Netzbetreiber                             | Kabel (DVB-C)    |
| Vodafone (Vodafone Kabel Deutschland) | EPG-Position 220 bei Original-Settopboxen der Netzbetreiber                             | Kabel (DVB-C)    |
| NetCologne                            |                                                                                         | Kabel (DVB-C)    |
| Tele Columbus                         | EPG-Position 585 bei Original-Settopboxen der Netzbetreiber                             | Kabel (DVB-C)    |
| Primacom                              | EPG-Position 585 bei Original-Settopboxen der Netzbetreiber                             | Kabel (DVB-C)    |
| Pepcom                                | EPG-Position 585 bei Original-Settopboxen der Netzbetreiber                             | Kabel (DVB-C)    |
| Wilhelm.tel                           |                                                                                         | Kabel (DVB-C)    |
| Herzo Media                           |                                                                                         | Kabel (DVB-C)    |
| Deutsche Telekom (Entertain)          | EPG-Position 78 bei Original-Settopboxen der Netzbetreiber                              | IPTV             |
| Zattoo Schweiz                        | Livestream auf der Website von Zattoo (Anmeldung notwendig)                             | WebTV            |
| TV Spielfilm                          | Livestream auf der Website von TV Spielfilm (kostenpflichtig)                           | WebTV            |
| waipu.tv                              | Livestream auf der Website von waipu.tv (kostenpflichtig)                               | WebTV            |

### Zee.One HD
Der Sender war auch in HD-Qualität (1440x1080i) verfügbar. Dabei war der HD-Sender, entgegen der bei einigen Privatsendern üblichen Praxis, unverschlüsselt und frei empfangbar. Der HD-Ableger war über Astra 1L im BetaDigital-Paket, über Kabel und im Internet zu empfangen und verfügte über eine Dolby-Digital-Tonspur.
| Anbieter       | Informationen                                                                           | Verbreitungsweg   |
| -------------- | --------------------------------------------------------------------------------------- | ----------------- |
| Astra 1        | 19,2° Ost (Frequenz 10964,25 MHz horizontal, Transponder 1033, SR 22000, FEC 2/3, 8PSK) | Satellit (DVB-S2) |
| NetCologne     |                                                                                         | Kabel (DVB-C)     |
| M-net          |                                                                                         | Kabel (DVB-C)     |
| Datel          | EPG-Position 89 (Frequenz 610 MHz)                                                      | Kabel (DVB-C)     |
| Kabelplus      | EPG-Position 95 (Frequenz 442 MHz)                                                      | Kabel (DVB-C)     |
| Swisscom TV    |                                                                                         | IPTV              |
| Zattoo Schweiz | Livestream auf der Website von Zattoo (kostenpflichtig)                                 | WebTV             |
| waipu.tv       | Livestream auf der Website von waipu.tv (kostenpflichtig)                               | WebTV             |

### Bolly.Thek
Ende Februar 2017 wurde eine Mediathek mit dem Namen Bolly.Thek auf der Website des Senders gestartet. Filme konnten bis zu sieben Tage nach der Ausstrahlung über Streaming angesehen werden. Bei einzelnen Serien stellte der Sender auch alle Folgen zur Verfügung. Gestreamt wurde kostenlos mit Werbeunterbrechungen in Deutschland, Österreich, der Schweiz und Liechtenstein.

## Unternehmen
Zee.One wurde von der Asia TV GmbH betrieben, einem Schwesterunternehmen der britischen Asia TV Limited, die in direkter Verbindung zu Zee Entertainment Enterprises steht und somit Teil der Essel Group ist. Der Sendersitz befand sich in München. Friederike Behrends war Geschäftsführerin (Business head) und CEO von Asia TV GmbH und verantwortete gleichzeitig die Funktion CEO German speaking countries bei der Asia TV Ltd. Thomas Vink war Programmchef (Head of Programming) und verantwortete dabei die Akquise, Programmentwicklung, Eigenproduktionen und Creative Solutions für den Sender. Stefan Barchfeld war Head of Commercial und Sales.
Es sollte ein zweistelliger Millionen-Euro-Betrag in den Sender investiert werden. Laut Neeraj Dhingra, dem CEO Europe der Asia TV Ltd. sollten in Deutschland mittelfristig weitere Ablegersender folgen.

## Polnischer Ableger
Im Laufe des Jahres 2017 sollte ein polnischer Ableger des Senders mit speziell auf das polnische Publikum zugeschnittenem Programm gestartet werden. Die Geschäfte in Polen sollte Pawel Kolasa als Country Manager leiten. Diese Pläne wurden nicht umgesetzt.